# Robert Durrer (Metallurg)

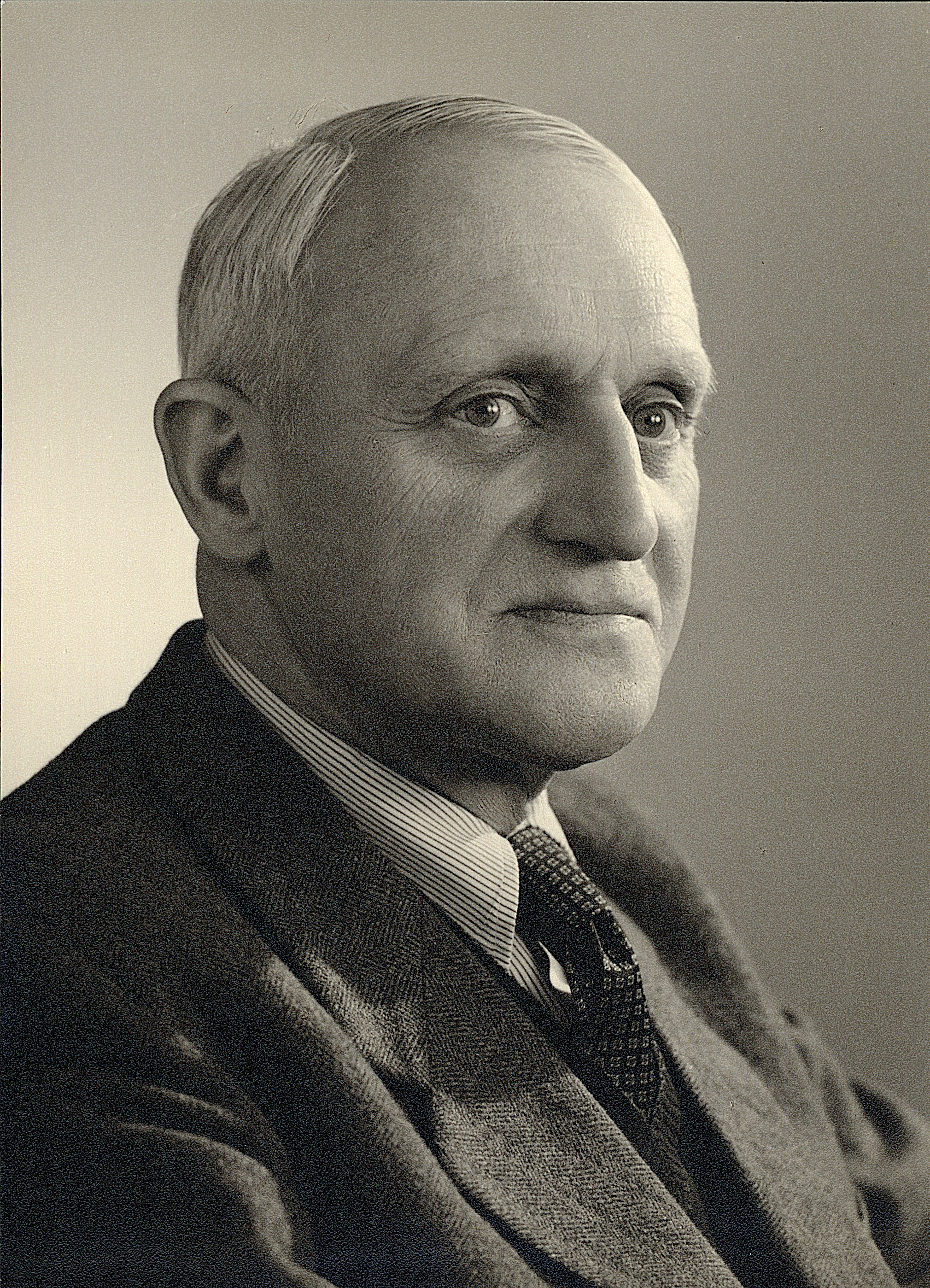
Robert Durrer (ca. 1950)

Robert Durrer (* 18. November 1890 in Arbon; † 13. Februar 1978 in Zumikon) war ein Schweizer Metallurge.

## Leben
Durrer studierte Eisenhüttenkunde an der RWTH Aachen. Im Jahr 1928 wurde Durrer zum ordentlichen Professor für Eisenhüttenkunde (als Nachfolger von Walther Mathesius) und Leiter des Eisenhüttenmännischen Instituts der Fakultät IV für Stoffwirtschaft, Fachabteilung für Chemie und Hüttenkunde (ab 1934 Fakultät IV für Bergbau und Hüttenwesen, Abteilung Hüttenwesen) der Technischen Hochschule zu Berlin berufen. Nach seiner Promotion im Jahr 1915 wurde er ein Jahr beim Verein Deutscher Eisenhüttenleute, 1922 bei der Nutzbarmachung von Erzlagerstätten im Fricktal und 1923 als Mitglied der Geschäftsleitung der Friedrich Siemens GmbH tätig. Im Kriegsjahr 1943 nahm er den Ruf als Professor für Metallurgie an die ETH Zürich an, an der er bis 1961 blieb, und gleichzeitig wurde er Mitglied des Verwaltungsrats der Ludwig von Roll’schen Eisenwerke AG mit leitender Stellung in Gerlafingen.
Durrer hatte schon früh den Vorteil der Verwendung reinen Sauerstoffs im Windfrischverfahren bei der Stahlerzeugung mit dem Bessemerverfahren oder dem Thomas-Verfahren erkannt. Zusammen mit seinem Assistenten Heinrich Hellbrügge machte er erste Experimente mit einer wassergekühlten Sauerstoff-Lanze in einem kleinen Induktionsofen in seinem Labor in der ETH Zürich. Weitere Versuche im Werk Gerlafingen folgten, und im Mai 1948 berichtete das Firmenmagazin, dass zum ersten Mal Stahl durch Einblasen von reinem Sauerstoff in der Schweiz hergestellt werden konnte.
Darauf stellten Durrer und Hellbrügge ihre neue Stahlerzeugungsmethode dem VÖEST-Werkdirektor Helmut Trenkler in Linz vor, worauf Von Roll, VÖEST und Alpine in Donawitz einen Vertrag zur weiteren Entwicklung des Verfahrens schlossen. Daraus resultierte das Linz-Donawitz-Verfahren, mit dem Stähle höherer Qualität als bisher hergestellt werden konnten. Da Durrers Arbeiten die Basis bildeten, sollte das Verfahren ursprünglich den Namen Linz-Durrer-Verfahren erhalten, aber dann setzte sich die Bezeichnung Linz-Donawitz-Verfahren – kurz LD-Verfahren – durch.
1960 erhielt Durrer zusammen mit Otto Lellep die Carl-Lueg-Denkmünze des Vereins Deutscher Eisenhüttenleute. 1966 erhielt er den Benjamin F. Fairless Award des American Institute of Mining, Metallurgical, and Petroleum Engineers (AIME). Er war Herausgeber und Mitautor des vielbändigen Werkes Gmelin-Durrer: Metallurgie des Eisens.
Zur Erinnerung an Hermann Staudinger und Durrer zeichnet das Departement Materialwissenschaft der ETH Zürich hervorragende Materialwissenschaftler mit dem Staudinger-Durrer-Preis in Form einer Silber-Medaille aus.

## Werke
- Grundlagen der Eisengewinnung. Verlag Francke AG, Bern 1947, S. 56–58.